# Невроз в психоанализе
Невро́з (новолат. neurоsis от др.-греч. νεῦρον «нерв») в психоанализе — психическое расстройство, последствие конфликта между бессознательными влечениями и невозможностью их удовлетворения в реальной жизни. Впервые в психоанализе невроз был рассмотрен Зигмундом Фрейдом, который понимал невроз как заболевание, вызванное сильным эмоциональным переживанием в раннем детском возрасте. Позднее было выявлено, что на возникновение невроза влияет целая совокупность причин, по-разному определяемая в разных психоаналитических теориях.
До Фрейда понятие «невроз» использовалось в медицине, было введено в неё Уильямом Калленом (1776 год).
В различных теориях выделяются разные причины, виды, особенности невроза. Однако основным фактором, влияющим на возникновение и развитие невроза, что признается всеми психоаналитиками, является внутренний конфликт. Также деятелями психоанализа предлагаются различные методы терапии невроза в зависимости от подхода к нему.
Согласно МКБ-10, на данный момент «невроза» как диагноза не существует, неврозы разделены на несколько расстройств под общей категорией «Невротические, связанные со стрессом и соматоформные расстройства». Ниже описаны симптомы, относящиеся к этой категории в МКБ-10, а также симптомы, описанные различными психоаналитиками (см. примечания и список литературы).

## Симптомы невроза
- Снижение умственной и физической работоспособности
- Раздражительность
- Повышенная утомляемость (см.: неврастения)
- Страх (фобические тревожные расстройства)
- Тревожность (другие тревожные расстройства)
- Эмоциональная лабильность
- Низкая стрессоустойчивость
- Уязвимость
- Затрудненность взаимодействия с социумом
- Навязчивые действия и/или мысли (обсессивно-компульсивное расстройство)
- Расстройства сна

## Подходы к неврозу в разных теориях психоанализа

### Теория Фрейда
Зигмунд Фрейд считал, что сам психоанализ — это учение о неврозах. Основной упор в причинах возникновения невроза он делал на вытеснении в области сексуальной сферы. Невротизирующий механизм начинает формироваться в раннем детстве, когда у ребёнка появляется ряд сексуальных влечений, которые он расценивает как запретные, недозволенные (аутоэротизм, гомосексуальные или инцестуальные влечения). Так образуется конфликт между влечениями и невозможностью их осуществления, удовлетворения в реальной жизни. Травма образуется тогда, когда раздражитель высвобождает огромное количество энергии, с которым Эго не может справиться.
«Невротические симптомы — заместитель того, что не осуществилось и было вытеснено из сознания». Эти симптомы, выполняющие защитную функцию, представляют собой неудачную попытку совладания с болезненным переживанием. У невротиков встречаются амнезия и «заслоняющие воспоминания», за которыми находятся бессознательные переживания, спровоцировавшие невроз. Значительную роль играет первичный процесс (тип психической активности, в котором часть принимается за целое, мышление направляется принципами сгущения, перемещения; данный тип активности характерен для детей и первобытных людей как тип мышления в самом начале психического развития), проявляющийся в разных видах невроза по-разному. Симптомы выступают как средство контроля над инстинктивными импульсами и способ их удовлетворения.
По мнению Фрейда помимо вышеперечисленных причин невроза важную роль играют инстинктивная опасность, фрустрация, фиксация на определённом переживании, тенденция к конфликту, гиперчувствительность Эго к неудовольствию (неспособность переносить неприятные переживания).
З. Фрейд классифицировал неврозы следующим образом:
Психоневроз: полностью обусловлен причинами, находящимися в прошлом, вызван конфликтом Эго и Ид. Делится на 3 группы:
- фобия (истерический страх)
- истерическая конверсия
- невроз навязчивых состояний

Актуальный невроз: полностью обусловлен причинами, находящимися в настоящем, является последствием нарушений в половом функционировании, не обусловленных органическими нарушениями или болезнями (например, сексуальные психологические травмы, перверсии). Делится на:
- неврастению (результат половых излишеств)
- невроз тревоги (результат отсутствия разрядки полового возбуждения)

Травматический невроз: вызван сильным потрясением, эмоциональным шоком в связи с пережитой ситуацией смертельной опасности. Во время сна больной возвращается в ситуацию, спровоцировавшую невроз. Характерны также ограниченные контакты больного с внешним миром, нарушения настроения, выраженная тревожность.
Невроз характера: симптомами являются собственно черты характера больного.
Нарциссический невроз: завышенная самооценка, патологическая любовь к себе. Причинами могут быть нарциссические обиды, оскорбления Самости больного.
Невроз органа: психосоматические заболевания.
Детский невроз: страхи, истерики; по мнению Фрейда, психоневрозам во взрослом возрасте предшествуют детские неврозы.
Основные защитные механизмы, проявляющиеся у невротиков, которые работают в основном на уровне бессознательного, но отчасти находятся на уровне Эго:
- вытеснение (эмоций, влечений, чувств из сознания в бессознательное)
- рационализация (бессознательная попытка объяснить собственное неадекватное поведение)
- отрицание (отрицание некого события как ненастоящего — «это не могло произойти»)
- проекция (приписывание другому человеку собственных черт, эмоций, мыслей)
- замещение (перенос эмоционального импульса от более к менее угрожающему объекту, например, ребёнка наказали родители, он пинает собаку)
- инверсия (изменение мыслей, действий, чувств, соответствующих желанию, на прямо противоположные)
- регрессия (возвращение к примитивному (чаще всего — подобному детскому) способу реагирования)
- изоляция (отделение угрожающей части ситуации от остальной психической сферы)

Невроз переноса (перенесения): конфликт Эго с Ид (Эго не желает воспринимать побуждение влечений в Ид; Эго действует по велению Супер-Эго и влияний реального мира против Ид), защищается от него с помощью механизма перенесения. Пациент проявляет излишний интерес к психотерапевту. Позднее Фрейд пришел к выводу, что механизм переноса крайне важен для успешного терапевтического лечения. Считается, что в неврозе переноса проявляются разные виды невроза.

### Теория К. Юнга
«Невроз — это психическая диссоциация личности, вызванная существованием комплексов.» В том случае, если эти комплексы оказываются несовместимы, часть личности, оппозиционная сознательной части, откалывается. Невротические симптомы — косвенные средства выражения отколовшихся бессознательных комплексов. Однако Карл Юнг утверждал, что невроз нельзя назвать болезнью, он полезен, так как позволяет человеку осознать, кто он есть на самом деле, путем проработки симптомов и осознания личностных границ. Невроз — показатель того, что личность плохо приспособлена к конкретной ситуации и сбегает от неё из реального мира в мир инфантильный; это попытка скомпенсировать некую травмирующую ситуацию, бессознательная попытка самолечения больного.
В изучении невроза Юнг был полностью сфокусирован на настоящем (и на будущих возможностях), а не прошлом по большей части и настоящем, как Фрейд. Возникновение невротических симптомов можно рассматривать как «попытку саморегулирующейся психической системы восстановить баланс». Невроз показывает внутреннее, бессознательное требование стать более целостной личностью, хоть и по-прежнему является результатом внутреннего конфликта.

### Теория А. Адлера
«Невроз — диагностически неоднозначный термин, охватывающий многочисленные поведенческие нарушения. Это естественное, логическое развитие индивидуума, сравнительно неактивного, эгоцентрически стремящегося к превосходству, имеющего задержку в развитии социального интереса. Наблюдается при наиболее пассивных, изнеженных стилях жизни.» Можно также описать суть невроза как внутриличностный конфликт между чувством неполноценности и жаждой власти.
Невроз сложно охарактеризовать как одно заболевание с позиции Альфреда Адлера. Для него характерна разнообразная симптоматика (например, обсессивно-компульсивное поведение, страхи, тревога). Симптомы понимаются в его концепции как механизм самозащиты Я, так как они служат «оправданием» для поведения личности; это неудачная компенсация чувства недостаточности личностью. Цель невротика враждебна окружению, так как у него работают бессознательные установки, что любые человеческие отношения — это борьба за превосходство; что женский пол неполноценный по сравнению с мужским.
Адлер считал все невротические симптомы формами выражения стремления к превосходству, власти. Основными причинами детского невроза, превращающегося впоследствии во взрослый, являются неверные формы воспитания в детстве, порождающие чувство неполноценности.

### Теория К. Хорни
Карен Хорни делала основной акцент в изучении причин невроза на детских переживаниях (детский невроз) и воздействии окружающей социальной среды. «Детское беспокойство — необходимый фактор образования невроза, но не достаточное условие для этого.» Если у ребёнка есть ощущение безопасности в семье, то беспокойство, негативные установки по отношению к внешнему миру и, как следствие, невроз формироваться не будут. Если же взаимоотношения между ребёнком и родителями нарушены, тревога будет расти по отношению ко всем людям вокруг.
Невротические симптомы вызывают специфические модели поведения, представления о других людях и окружающем мире, специфическую тревожность. Невроз также может быть достигнут в результате конфликта нескольких невротических наклонностей. Основными характерными чертами, отличающими невротические наклонности от «нормальных», являются нацеленность на безопасность, иллюзорность, отсутствие свободы.
К.Хорни разделила неврозы на 2 основных типа:
- простые ситуационные неврозы. Сообщают о временной невозможности адаптироваться к стрессогенной ситуации. Этот тип невроза — всегда продукт реального, но бессознательного конфликта.
- неврозы характера. Главное расстройство заключается в деформациях характера. Это продукт влияния тяжелых черт характера, существовавших задолго до затруднительной ситуации, после которой начал формироваться невроз.

Патогенные невротические наклонности (как крайние, избыточные выражения потребностей, присущих также и в норме, но и внутренне противоречащие в неврозе):
1. в любви и одобрении, потребность нравиться
2. в «партнере» для перенесения на него ответственности за собственную жизнь
3. во власти — желание подчинить себе других людей, неуважение к ним
4. в ограничении жизни в узких рамках — довольствоваться малым во всем
5. в самоконтроле и контроле других людей с помощью разума; в вере во всемогущество воли
6. в эксплуатации других — стремление добиться от других людей для себя максимальной выгоды
7. в общественном признании — характерна самооценка, полностью зависящая от общества
8. в восхищении собой — нарциссизм
9. в достижении независимости и самодостаточности — потребность ни в ком не нуждаться и быть обособленным
10. в достижении неуязвимости и совершенства — гонка за совершенством и боязнь критики

## Диагностика невроза
Основным методом диагностики невроза в психоанализе во всех его направлениях является клиническая беседа. Проводя беседу с больным, представляющую собой «интервью», в котором больной рассказывает как объективные, так и субъективные данные о собственной жизни, психоаналитик способен выделить отдельные симптомы и сделать предположение о том, относятся ли эти симптомы к неврозу или же к другому психическому расстройству.
А. Адлер утверждал, что невроз диагностически неоднозначен. Все психоаналитики считают, что для невроза характерен целый комплекс симптомов, по которым его можно опознать. Также невроз достаточно легко диагностировать в случаях с ярко выраженными соматическими симптомами (например, больной страдает от рвоты, для которой нет никаких физиологических причин).

## Психоаналитическая терапия
По З. Фрейду в терапии необходимо добиться того, чтобы Эго заняло место Ид, то есть чтобы бессознательный конфликт вышел в область сознания, только будучи сознательным он может быть разрешен.
По К. Юнгу нужно добиться того, чтобы Самость заменила Оно. Прямыми инструкциями и советами больному добиться этого невозможно. Основным методом в терапии Карл Юнг считал использование коллективного бессознательного. Образы, посылаемые им человеку, помогают понять самого себя.
По А. Адлеру цель терапии — выявление ошибочных суждений больным о себе, коррекция ошибочного стиля жизни, формирование новых жизненных целей и развитие интереса к социуму для личностного роста. Этих целей можно добиться только через понимание пациента.
По К. Хорни в процессе терапии человек должен восстановить свои отношения с людьми вокруг него и с самим собой, отказавшись от невротических защитных механизмов.